# Laserpekare

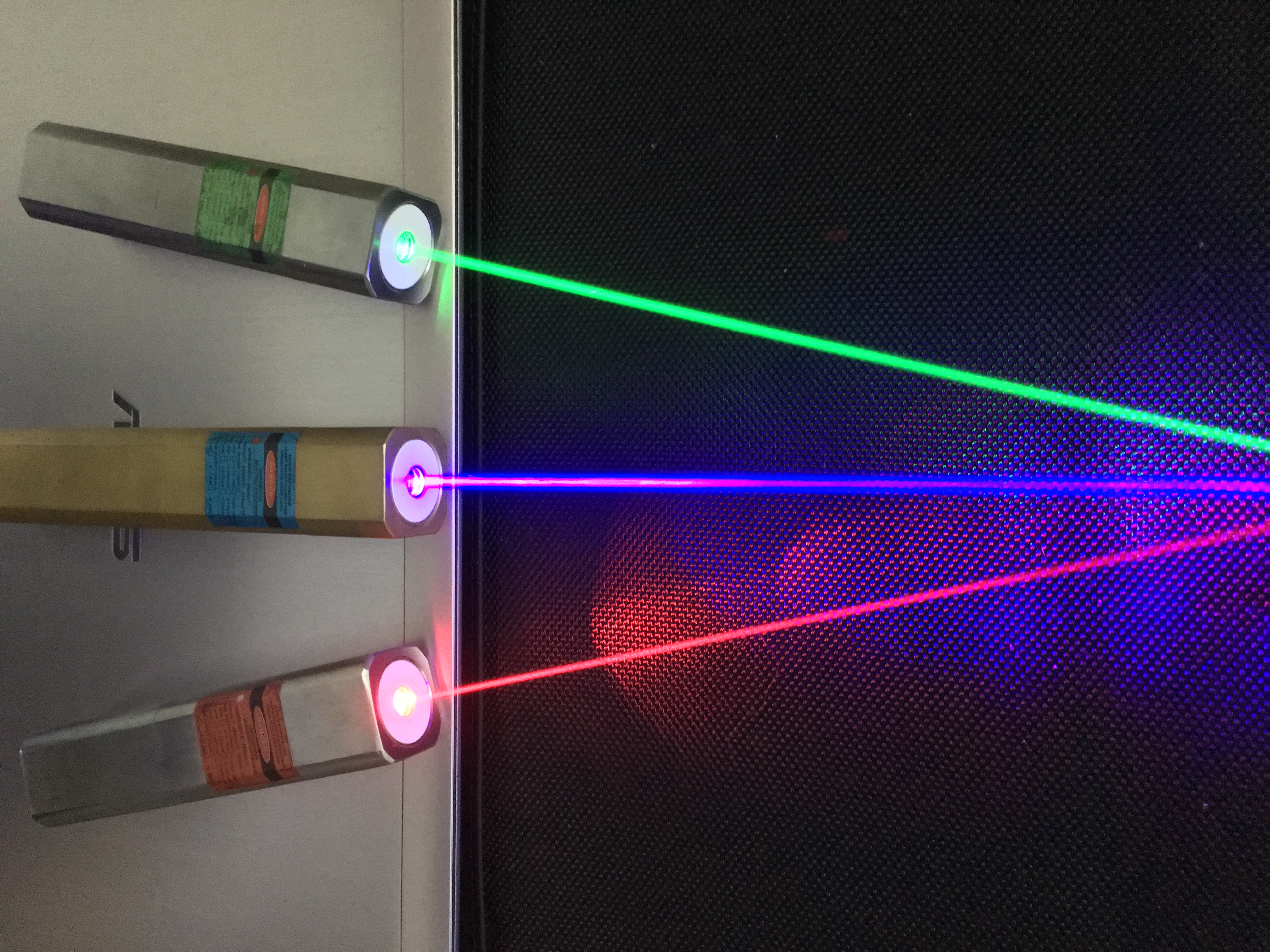
Laserpekare

En laserpekare är en liten laser som används som pekpinne. I sin enklaste form består den av en liten diodlaser och batterier inbyggt i ett hölje av samma storlek som en penna eller kortare. Eftersom laserljuset är så intensivt syns ljuspunkten även på belysta ytor såsom projektioner av diabilder och overheadprojektorer. Enklare laserpekare har bara en liten intensiv ljuspunkt (normalt röd), på andra kan man välja mellan flera olika mönster som pilar, kryss eller ringar. 
Fördelen med laserpekare framför vanliga pekpinnar är att de är små och lätta samt att man kan peka på saker längre bort än man når med en vanlig pekpinne. Inom industrin är laserpekaren praktisk eftersom man kan peka på saker som inte får vidröras, till exempel roterande eller spänningsförande delar. Bland laserpekarens nackdelar kan nämnas svårigheten att hålla den lilla ljuspunkten stilla, vilket är irriterande för publiken. Laserljuset är också så starkt att det inte är helt ofarligt om man råkar lysa någon i ögonen.
Strålknippet från en laserpekare är i det närmaste parallellt, varför ljusfläckens storlek i stort sett är oberoende av avståndet mellan pekaren och det belysta föremålet. Räckvidden är några tio-tal meter.
Laserpekare med extra hög effekt (ofta grönaktigt ljus) kan användas för att exempelvis vid en astronomisk förevisning peka ut stjärnor på natthimlen. Laserljuset når naturligtvis inte fram till flera ljusår avlägsna himlakroppar, eller ens till himlakroppar inom vårt solsystem, men man "ritar ett spår i luften" i riktning mot stjärnan genom att belysa svävande föroreningar (pollen, damm) och de vattendroppar, som finns även vid minimalt dis. Eftersom det brukar finnas sådana svävande partiklar även högt uppe i luften, blir den parallax som finns på grund av att demonstratör och publik befinner sig några meter från varandra, försumbar.

## Tillståndskrav
I svensk lag från den 1 januari 2014 krävs det tillstånd från Strålsäkerhetsmyndigheten för att inneha en laserpekare av klass 3R eller högre. Detta omfattar i stort sett alla laserpekare med en effekt över 1 mW.